# Куваш (приток Белой)
Куваш (баш. Кеүәш) — река в России, протекает в Башкортостане. Левый приток в нижнем течении Белой.
Впадает в Белую в 144 км от устья на высоте 65 метров над уровнем моря к северу от города Дюртюли. Длина реки — 62 км. Площадь водосбора — 899 км².

## Основные притоки
- Нази[4] (левый)
- Сармай[5] (правый)
- Маньязы[6] (правый)
- Биатязы[7] (левый)
- Имянка[7] (правый)
- Карагаш[8] (левый)
- Каргыш[8] (правый)

## Данные водного реестра
По данным государственного водного реестра России относится к Камскому бассейновому округу, водохозяйственный участок реки — Белая от города Бирск и до устья, речной подбассейн реки — Белая. Речной бассейн реки — Кама.
Код объекта в государственном водном реестре — 10010201612111100025605.